# Bộ Mười chân
Bộ Mười chân hay giáp xác mười chân (danh pháp khoa học: Decapoda) là một nhóm động vật giáp xác thuộc lớp Malacostraca, bao gồm rất nhiều họ trong phân ngành Crustacea như cua, ghẹ, tôm hùm, tôm càng xanh v.v ngoài ra cũng có một số họ rất ít được biết đến. Chúng còn được gọi đơn giản là tôm cua.

## Giải phẫu
Cơ thể giáp xác 10 chân được tạo thành từ 19 đốt tổ hợp lại thành hai phần chính: phần đầu ngực và phần bụng. Mỗi đốt có một cặp phần phụ, mặc dù ở nhiều nhóm những phần phụ này có thể bị tiêu giảm hay đã biến mất.
Các cặp chân hàm là các chân được biến đổi để làm chức năng như những phần phụ miệng. Ở bọn Decapoda kém tiến hoá, những cặp chân hàm này tương tự như những đôi chân bò. Các cặp chân bò được sử dụng để bò cũng như để lấy thức ăn. Chúng được trang bị với các vuốt (Chela) ở đầu chân. Trừ tôm he, trên chân bò các loài giáp xác mười chân đều còn có cơ quan sinh dục: ở cặp chân bò thứ 3 với con cái và thứ 5 với con đực, người ta coi chúng như chân sinh sản (gonopod), làm nhiệm vụ giữ trứng đã được thụ tinh.
Mỗi một phần phụ từ chân hàm thứ 2 đến chân bò thứ 5 được gắn một mang ở gốc. Ở bọn Anomala và họ hàng của chúng, cặp chân bò thứ 5 ẩn trong xoang mang trong vỏ giáp, ở đó chúng có tác dụng làm sạch các mang. Đầu ngực được bao phủ bởi vỏ giáp (Carapace) để bảo vệ các cơ quan bên trong và mang; phần vỏ giáp phía trước mắt được gọi là chuỷ (Rostrum).
Ở con cái, chân bơi còn được dùng để ôm trứng ngoại trừ tôm pan đan không có chức năng này. Ở cuối bụng có một cặp chân đuôi được sử dụng như một bánh lái và chạy trốn trong phản ứng "caridoid" cùng với telson dài và hậu môn. Ở cua và một số 10 chân khác, bụng thường được gập lại phía dưới phần đầu ngực.

## Phân loại
Sự phân loại trong nhóm Decapoda sử dụng cấu trúc của mang, chân và sự phát triển của ấu trùng để chia thành 2 phân bộ là Dendrobranchiata và Pleocyemata. Tôm pan đan (bao gồm cả các loài liên quan đến tôm như tôm trắng Đại Tây Dương) được xếp vào nhóm Dendrobranchiata. Các nhóm còn lại bao gồm tôm thực sự được xếp vào Pleocyemata.
Bộ Giáp xác mười chân Latreille, 1802
- Phân bộ Dendrobranchiata Bate, 1888 — prawns
  -     - Siêu họ Penaeoidea Rafinesque, 1815
    - Siêu họ Sergestoidea Dana, 1852
- Phân bộ Pleocyemata Burkenroad, 1963
  - Cận bộ Stenopodidea Claus, 1872
  - Cận bộ Caridea Dana, 1852 — tôm thực sự (true shrimp)
    - Siêu họ Procaridoidea Chace & Manning, 1972
    - Siêu họ Galatheacaridoidea Vereshchaka, 1997
    - Siêu họ Pasiphaeoidea Dana, 1852
    - Siêu họ Oplophoroidea Dana, 1852
    - Siêu họ Atyoidea de Haan, 1849
    - Siêu họ Bresilioidea Calman, 1896
    - Siêu họ Nematocarcinoidea Smith, 1884
    - Siêu họ Psalidopodoidea Wood-Mason & Alcock, 1892
    - Siêu họ Stylodactyloidea Bate, 1888
    - Siêu họ Campylonotoidea Sollaud, 1913
    - Siêu họ Palaemonoidea Rafinesque, 1815
    - Siêu họ Alpheoidea Rafinesque, 1815
    - Siêu họ Processoidea Ortmann, 1890
    - Siêu họ Pandaloidea Haworth, 1825
    - Siêu họ Crangonoidea Haworth, 1825

  - Cận bộ Eryonoidea de Haan, 1841
  - Cận bộ Achelata Scholtz & Richter, 1995
  - Cận bộ Astacidea Latreille, 1802 — lobsters and crayfish
    - Siêu họ Enoplometopoidea de Saint Laurent, 1988
    - Siêu họ Glypheoidea Winkler, 1883
    - Siêu họ Nephropoidea Dana, 1852
    - Siêu họ Astacoidea Latreille, 1802
    - Siêu họ Parastacoidea Huxley, 1879

  - Cận bộ Thalassinidea Latreille, 1831
    - Siêu họ Thalassinoidea Latreille, 1831
    - Siêu họ Callianassoidea Dana, 1852
    - Siêu họ Axioidea Huxley, 1879

  - Cận bộ Anomura MacLeay, 1838
    - Siêu họ Lomisoidea Bouvier, 1895
    - Siêu họ Galatheoidea Samouelle, 1819 — squat lobsters
    - Siêu họ Hippoidea Latreille, 1825
    - Siêu họ Paguroidea Latreille, 1802 — hermit crabs

  - Cận bộ cua Linnaeus, 1758 — crabs
    - Section Podotremata Guinot, 1977
      - Siêu họ Cyclodorippoidea Ortmann, 1892
      - Siêu họ Homolodromioidea Alcock, 1900
      - Siêu họ Dromioidea de Haan, 1833
      - Siêu họ Homoloidea de Haan, 1839
      - Siêu họ Raninoidea de Haan, 1839

    - Section Eubrachyura de Saint Laurent, 1980
      - Siêu họ Dorippoidea MacLeay, 1838
      - Siêu họ Calappoidea Milne Edwards, 1837
      - Siêu họ Leucosioidea Samouelle, 1819
      - Siêu họ Majoidea Samouelle, 1819
      - Siêu họ Aethroidea Dana, 1851
      - Siêu họ Hymenosomatoidea MacLeay, 1838
      - Siêu họ Parthenopoidea MacLeay, 1838
      - Siêu họ Retroplumoidea Gill, 1894
      - Siêu họ Cancroidea Latreille, 1802
      - Siêu họ Corystoidea Samouelle, 1819
      - Siêu họ Portunoidea Rafinesque, 1815
        - Họ Cua bơi
          - Chi Cua Ghẹ: Ghẹ chấm, Ghẹ xanh

      - Siêu họ Bythograeoidea Williams, 1980
      - Siêu họ Xanthoidea MacLeay, 1838
      - Siêu họ Bellioidea Dana, 1852
      - Siêu họ Potamoidea Ortmann, 1896
      - Siêu họ Pseudothelphusoidea Ortmann, 1893
      - Siêu họ Gecarcinucoidea Rathbun, 1904
        - Họ Cua đồng

      - Siêu họ Cryptochiroidea Paulson, 1875
      - Siêu họ Pinnotheroidea de Haan, 1833
      - Siêu họ Ocypodoidea Rafinesque, 1815
        - Dã tràng

      - Siêu họ Grapsoidea MacLeay, 1838
- Loài incertae sedis
  -     -       -         -           - Chi Anaglyptus

## Hình ảnh

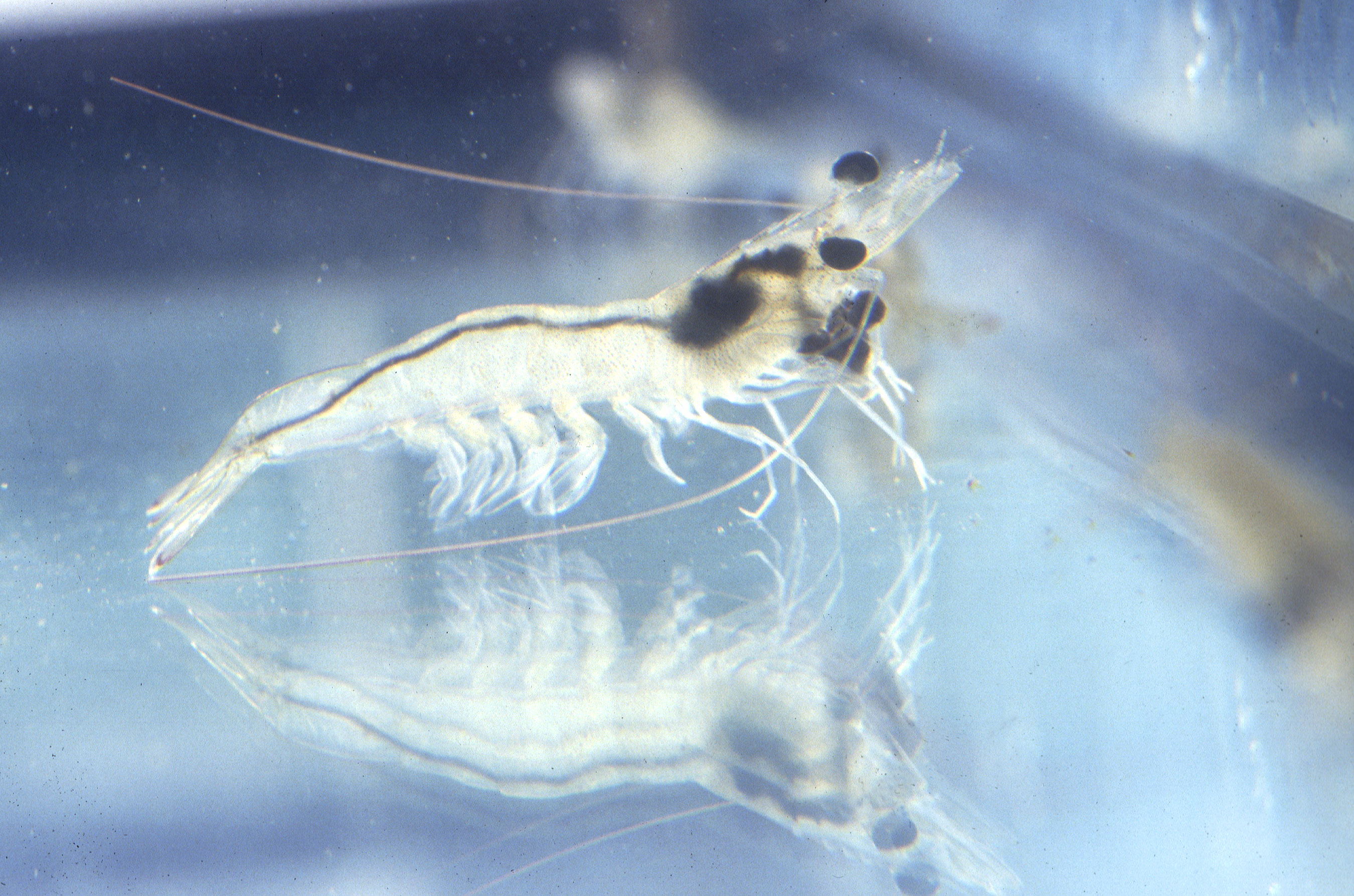
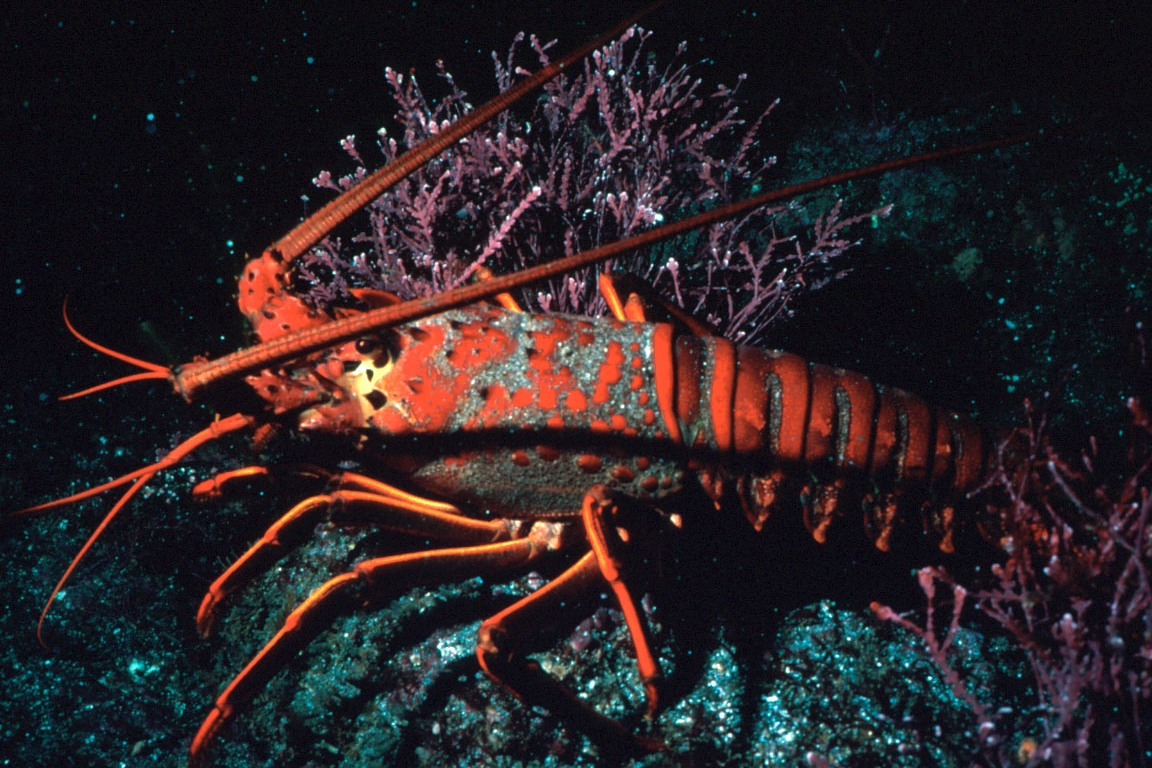
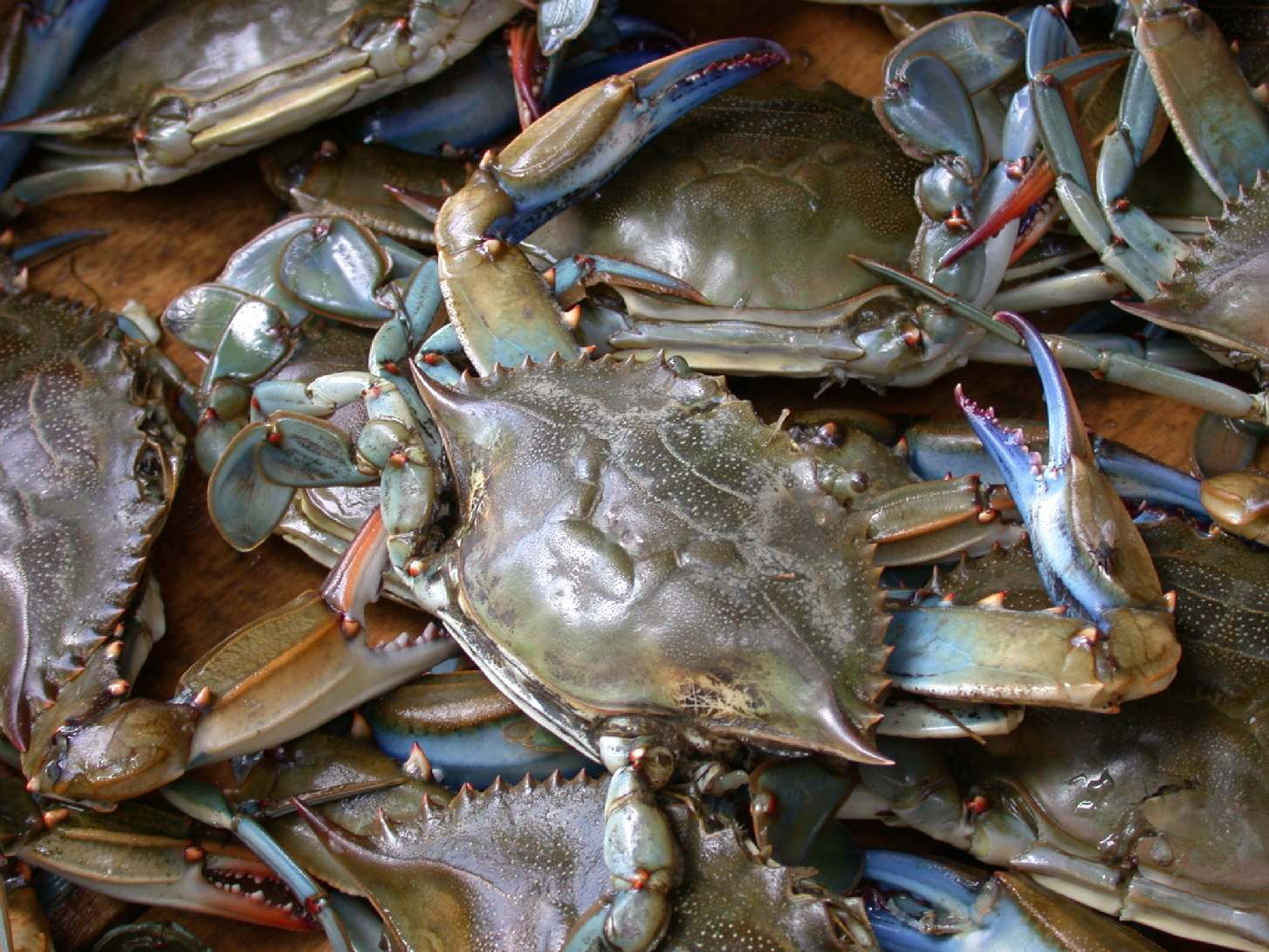
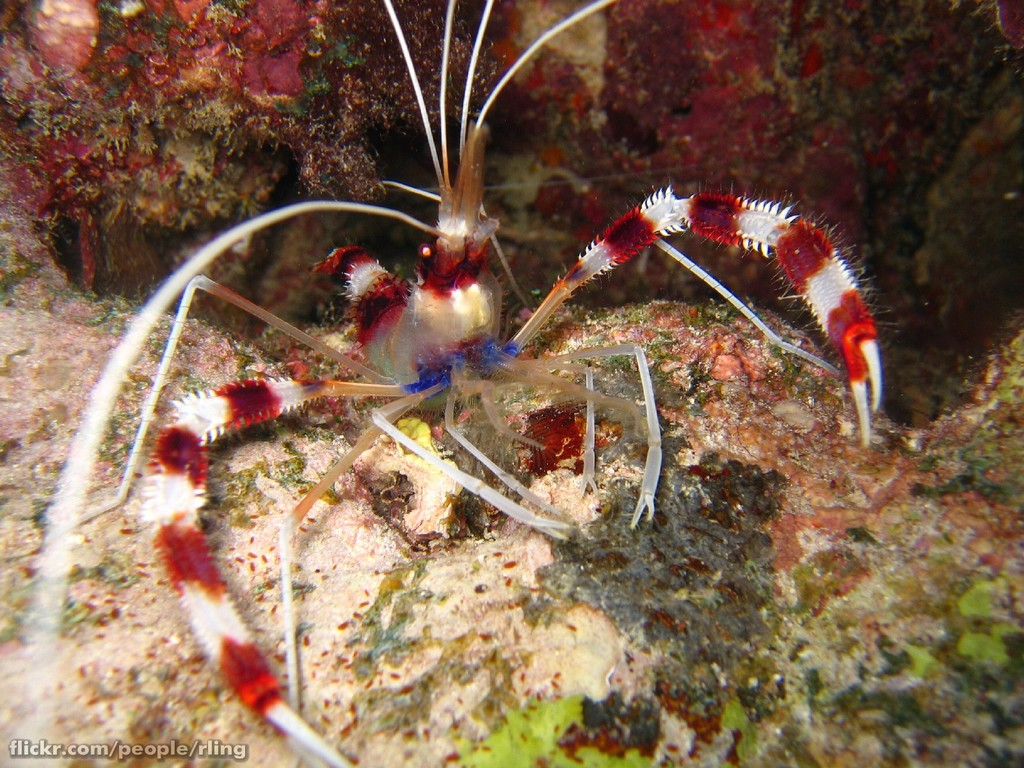
Stenopus hispidus